# Atletica Interflumina
L'Atletica Interflumina è una società di atletica leggera di Casalmaggiore fondata nel 1975.

## Record
Il record stabilito dall'atleta Fausto Desalu è rimasto nella storia della società. Il giovane, di origini nigeriane ha partecipato ai Campionati del mondo juniores di atletica leggera nel suo ultimo anno di tesseramento con l'Interflumina.
Durante il campionato è riuscito a stabilire il record personale nella staffetta 4×100 m con il tempo di 40"41.